# Aleixo Corte-Real

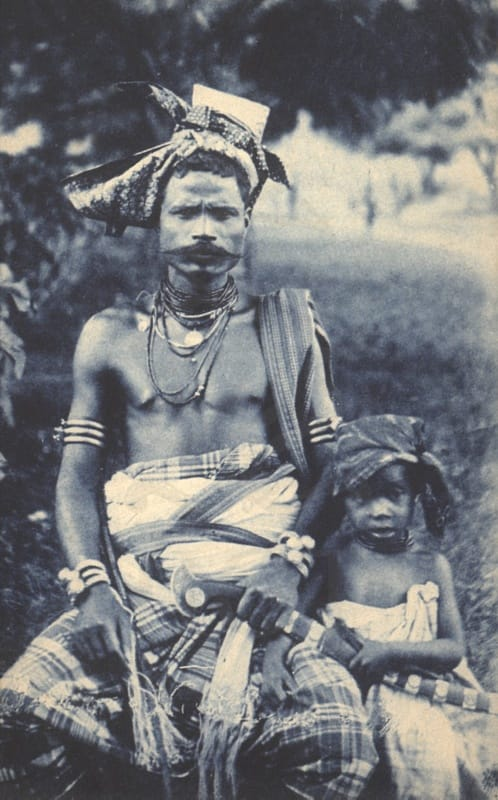
Dom Aleixo (links), 1918. Damals trug er noch den Namen Nai-Sesu.

Aleixo Corte-Real (* 1886 in Soro, Ainaro, Portugiesisch-Timor; † 5. Mai 1943 in Hato-Udo, Ainaro, Portugiesisch-Timor), besser bekannt unter dem Namen Dom Aleixo war ein timoresischer Herrscher, der nach seinem Tod von der portugiesischen Kolonialmacht zu einem Helden verklärt wurde. Sein Geburtsname war Nai-Sesu (Nai-Seço). Er konvertierte aber 1931 zum katholischen Glauben und wurde getauft.

## Werdegang
Dom Aleixo war der Neffe von Nai-Cau, dem Verräter-Liurai, der während der Rebellion von Manufahi auf der Seite Portugals stand. Hier kämpfte Aleixo bereits zwischen 1911 und 1912 auf Seiten der Portugiesen gegen Boaventura, dem Liurai von Manufahi. Dom Aleixo war zu diesem Zeitpunkt bereits Liurai von Ainaro. Der 1934 geschaffene Verwaltungsbezirk Suro erhielt den Namen von Corte-Reals Reich und umfasste neben Ainaro die heutigen Gemeinden Manufahi, Ermera und Aileu.

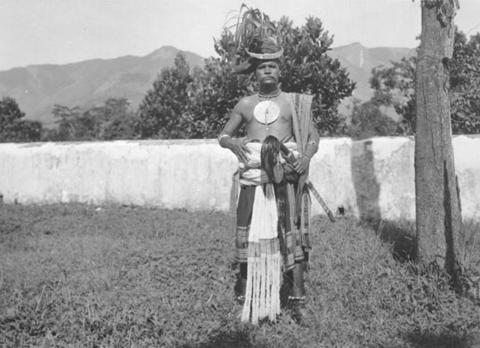
Aleixo Corte-Real (etwa 1940)

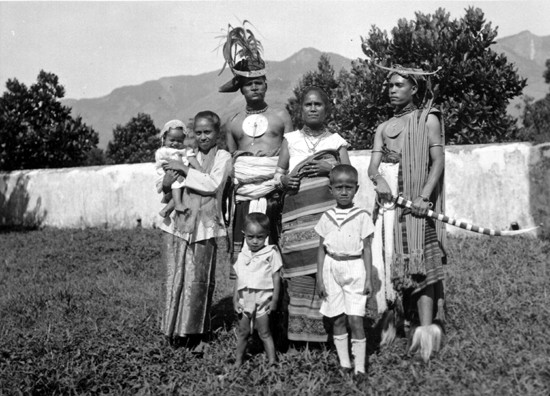
Aleixo Corte-Real mit seiner Familie (etwa 1940)

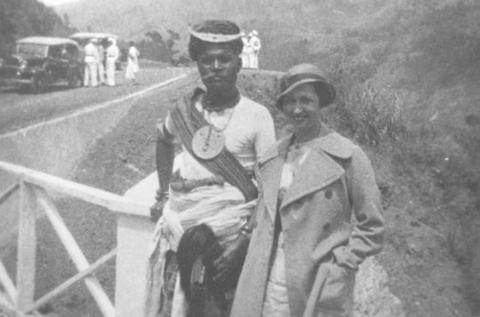
Aleixo Corte-Real mit einer europäischen Besucherin (etwa 1940)

1934 vertrat Dom Aleixo Portugiesisch-Timor bei der Großen Kolonialausstellung in Porto.
Im Zweiten Weltkrieg landeten die Japaner 1942 auf der Insel Timor. Australien organisierte den Widerstand gegen die Japaner und baute dabei auf die Unterstützung der einheimischen Bevölkerung. Allerdings gab es auch die Colunas Negras (die schwarzen Säulen), timoresische Milizionäre auf Seiten der Japaner, die die Zivilbevölkerung bis zum Ende der japanischen Besatzung terrorisierten. Bis Oktober 1942 blieb die Region um Ainaro von den Japanern unbesetzt. Im Gegensatz zu anderen Liurais verweigerte Aleixo Corte-Real eine Zusammenarbeit mit den Japanern. Am 11. August 1942 kam es zum Aufstand in Maubisse, bei der Colunas Negras gegen Portugiesen und pro-portugiesische Timoresen vorgingen. Dom Aleixo entsandte seinen Sohn mit 350 Mann, um gegen die Colunas Negras vorzugehen. Ab März 1943 begannen die Japaner mit Luftangriffen gegen Ainaro und 7000 bis 8000 Colunas Negras fielen ein, um die anti-japanischen Kräfte zu bekämpfen.
Im Mai musste Dom Aleixo mit seinen Leuten aus Soro fliehen und sich nach Hato-Udo zurückziehen, wo sie auf Quei-Bere, den Chef von Foho-Ai-Lico trafen. Quei-Bere war bereits auf die japanische Seite gewechselt. Er bot Dom Aleixo Schutz an und brachte ihn in den Ort Hato-Udo, wo sie am 5. Mai 1943 eintrafen. 500 Colunas Negras und reguläre japanische Truppen erreichten das Dorf noch am gleichen Tag und kesselten Dom Aleixo ein. Den Kriegern aus Ainaro ging die Munition zu Ende und sie mussten sich ergeben. Dom Aleixo, seine Familie, sein angenommener Bruder Nai-Chico (Francisco Costa Corte-Real, Chef von Hato-Udo) und andere Männer wurden festgenommen. Der Legende nach soll er sich geweigert haben die japanische Autorität anzuerkennen und die portugiesische Flagge, die er versteckte, herauszugeben.
Dom Aleixo sah keine Chance zu entkommen. Nach japanischen Berichten verabschiedete er sich von seinen Kindern, trug ihnen auf, ihre Mutter zu schützen und seinen Tod zu rächen. Dann versuchte er die japanische Wache am Eingang zu töten. Nach einem kurzen Ringen, wurde Dom Aleixo durch einen Stich mit einem Schwert in die Brust getötet. Nai-Chico wurde von einem anderen Japaner erschossen. Auch die Söhne Dom Aleixos Alfonso, Francisco und Aliveira griffen in den Kampf ein und kamen dabei um. Schließlich waren 80 Männer aus Ainaro tot, nur drei blieben am Leben. Die Frauen wurden in die Verantwortung von Quei-Bere übertragen. Ein Timorese namens Siri-Buti schnitt Dom Aleixo und Nai-Chico nach timoresischer Kriegstradition (Funu) die Köpfe ab und brachte sie nach Betano. Portugiesische Quellen geben an, dass Dom Aleixo und seine Familie hingerichtet wurden.

## Ehrungen

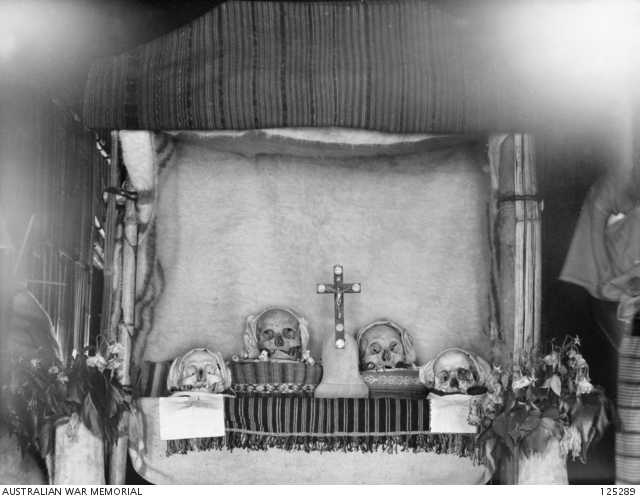
Die Schädel von Dom Aleixo und seiner drei Söhne in der Grabstätte der Familie (1946)

Geldscheine des Escudo von Portugiesisch-Timor zeigten das Porträt von Corte-Real. In Ainaro wurde eine Gedenkstätte für Corte-Real errichtet, die noch gut erhalten ist. Nach Corte-Real wurde das Verwaltungsamt Dom Aleixo der Gemeinde Dili benannt.
1946 wurde Corte-Real postum mit dem portugiesischen Turm- und Schwertorden im Range eines Kommandeurs ausgezeichnet.

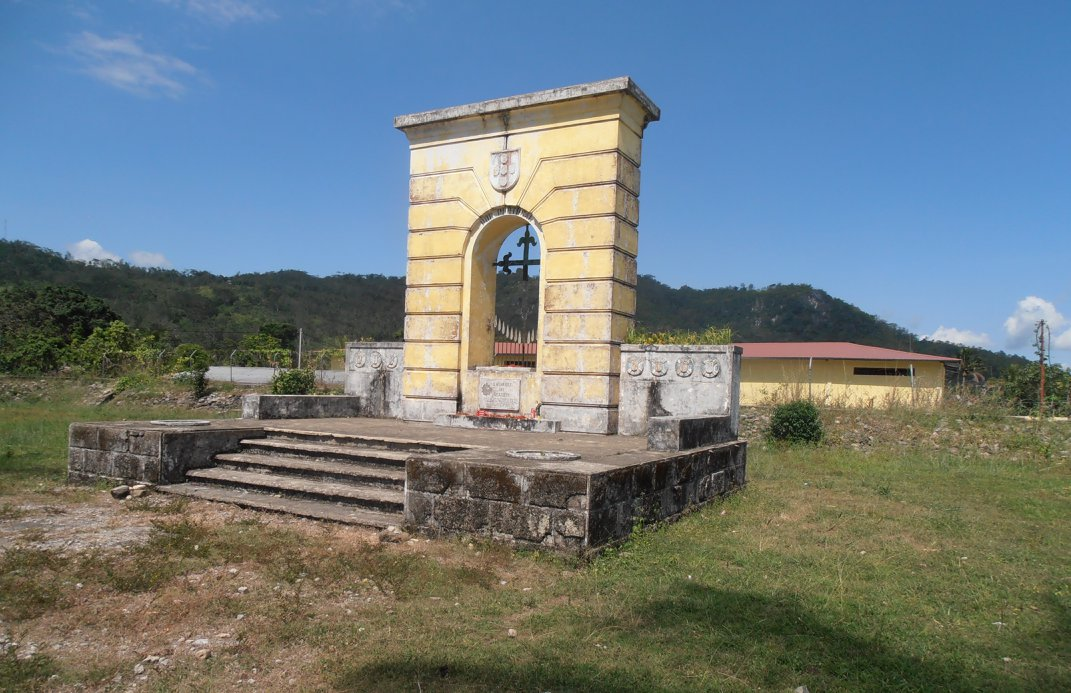
Gedenkstätte für Dom Aleixo in Ainaro
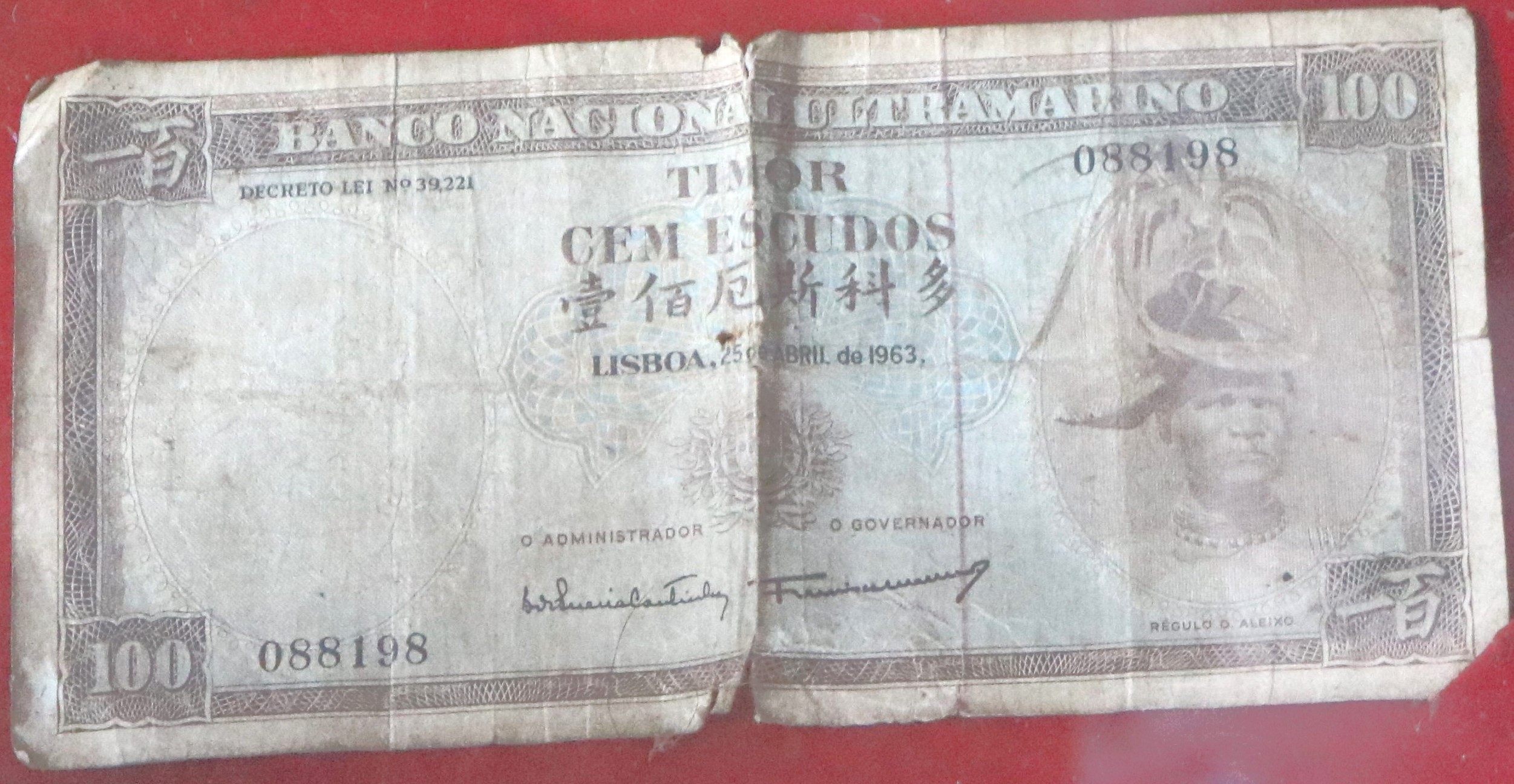
Geldschein über 100 Escudo mit dem Porträt von Corte-Real